# James O'Connor (homme politique)
James O'Connor (1836 - 12 mars 1910)  est un journaliste irlandais et homme politique nationaliste qui siège à la Chambre des communes du Royaume-Uni en tant que député de 1892 à 1910, d'abord pour la Fédération nationale irlandaise anti-parnellite puis (à partir de 1900) pour le Parti parlementaire irlandais réunifié (IPP).

## Nationaliste irlandais
O'Connor est né dans le Glen d'Imaal, dans le comté de Wicklow .
Vers 1863, il est recruté par Jeremiah O'Donovan Rossa (en), directeur commercial du journal Irish Republican Brotherhood, The Irish People, en tant que directeur adjoint et comptable. Son frère cadet John est messager de bureau et consacre ensuite toute sa vie d'adulte à un travail secret pour la CISR. James O'Connor est responsable du côté commercial du journal pendant les absences prolongées de Rossa.
Il est emprisonné à partir de 1865 avec d'autres Fenians qui travaillent sur le journal et est libéré avec eux de la prison de Portland le 4 mars 1869. Il trouve ensuite un emploi sur The Irishman. En 1870, il est trésorier du Conseil suprême de l'IRB. En 1869, il est présent aux pourparlers de Moore Hall et de la Chambre des communes pour discuter d'un "nouveau départ" où les nationalistes des différentes obédiences travaillent ensemble et séparément pour promouvoir une Irlande indépendante. En 1878, il est intermédiaire entre les Fenians américains et Charles Stewart Parnell.

## Carrière politique
Il est élu député de West Wicklow aux élections générales de juillet 1892 . Il est réélu comme anti-parnellite en 1895, et comme candidat IPP en 1900, 1906 et janvier 1910  et meurt en fonction en mars 1910, âgé de 74 ans .
Alors qu'il est député en 1907, il aide à porter le cercueil lors des funérailles du vieux Fenian John O'Leary .

## Famille
En 1890, l'épouse d'O'Connor, Mary, et quatre de ses filles - Annie, Aileen, Kathleen et Norah - sont décédées après avoir mangé des moules empoisonnées dans ce qui est connu sous le nom de tragédie de Seapoint. Son autre fille Moya Llewelyn Davies n'en a mangé que quelques-unes et est gravement malade, mais survit . Moya est un proche allié de Michael Collins pendant la guerre d'indépendance.
Il se marie une seconde fois, en 1892 avec Jane McBride, avec qui il a une fille .